# Lestes virens
Lestes virens (Charpentier, 1825) è una libellula della famiglia delle Lestidae (sottordine Zygoptera).

## Distribuzione e habitat
È diffuso soprattutto in Europa centrale, ma è possibile rinvenire questa specie anche nell'Africa settentrionale.
Ama vivere in ambienti umidi, sulle sponde dei fiumi, laghi e nelle aree paludose.

## Sottospecie
Sono attualmente riconosciute due sottospecie che differiscono fra loro per minime differenze della localizzazione del colore giallo sul corpo: 
- Lestes virens virens con areale meridionale
- Lestes virens vestalis con areale nordico.